# Amnewitschy
Amnewitschy (belarussisch Амневічы; russisch Омневичи) ist ein Dorf in Passawet Haradsischtscha, Rajon Baranawitschy, Breszkaja Woblasz, Belarus.
Qualitativ hochwertige Sand- und Kiesvorkommen in Amnewitschy sind von großer wirtschaftlicher Bedeutung für die Region und zeichnen sich durch den geringen Anteil an Tonmineralien, sonstigen mineralischen Bodensubstanzen und organischem Humus aus. Am 25. Juni 1976 wurde hier das Kiesförderungs- und -aufbereitungswerk «Amnewitschy» gegründet, heute ist das Unternehmen in Herstellung und Verarbeitung von Sedimentgesteinen tätig, der Abbau erfolgt im Kieswerk «Kaslowitschy». Die naheliegende Eisenbahnstrecke (Station Mordytschy) erleichtert den Gütertransport aus der Industriezone.